# Lanino (obwód nowosybirski)
Lanino (ros. Лянино) – wieś (sieło) w Rosji, w obwodzie nowosybirskim, w rejonie zdwińskim. W 2010 liczyła 767 mieszkańców.